# Flordelis
Pour les articles homonymes, voir dos Santos.
Flordelis dos Santos de Souza, dite Flordelis, née le 5 février 1961 à Rio de Janeiro (Brésil), est une pasteure pentecôtiste, chanteuse et femme politique brésilienne.
En 2019, elle est accusée d'avoir organisé l'assassinat de son mari avec plusieurs de ses enfants. En novembre 2022, Flordelis est condamnée à 50 ans de prison pour l'assassinat de son mari.

## Biographie
Flordelis connaît une enfance difficile dans une favela de Rio de Janeiro, marquée par la violence.
Mère de trois enfants issus d'un premier mariage, elle commence également à adopter des jeunes abandonnés, recueillant des bébés, des drogués ou encore des prostituées, puis 37 enfants qui avaient survécu à une tuerie survenue en 1993. Au même moment, alors âgée de 31 ans, elle rencontre Anderson, 15 ans, qui mène à l'époque une liaison avec sa fille Simone. Elle a quatre enfants avec lui. À ses côtés, elle crée l'église Ministerio Flordelis, devenant pasteure pentecôtiste. Au total, elle adopte une cinquantaine d'enfants et d'adolescents des rues,.
En 2009, grâce à son parcours de « mère courage », Flordelis accède à la notoriété avec un docu-fiction diffusé sur TV Globo, qui la présente comme source « d'inspiration et de solidarité ». Plusieurs acteurs populaires qui y jouent un rôle renoncent pour l'occasion à leur cachet. Peu après, elle est engagée par un grand label de musique gospel et enchaîne les disques et les concerts,.

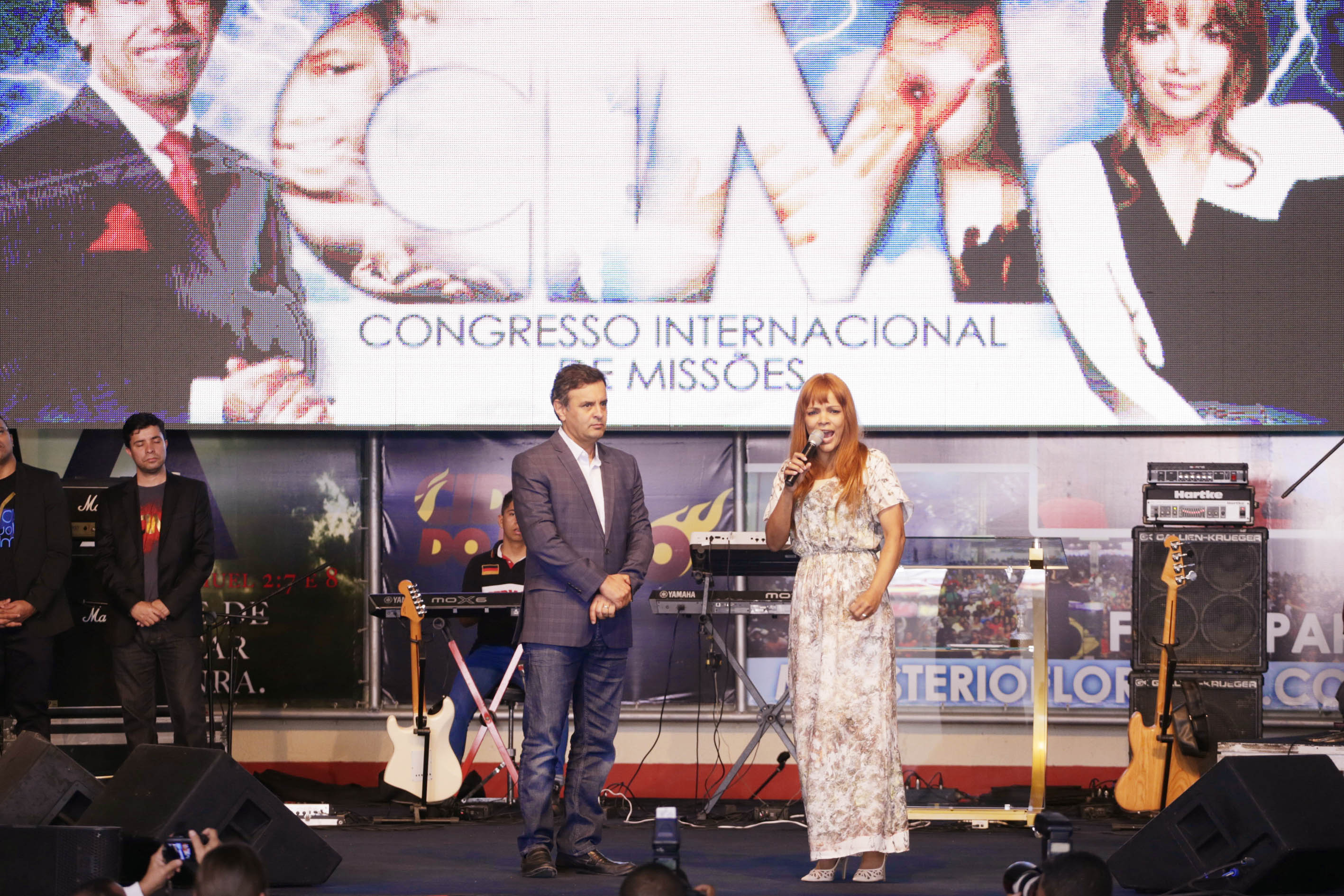
Flordelis avec Aécio Neves, lors d'un meeting de soutien lors de la campagne présidentielle de 2014.

En 2018, elle se lance en politique et est élue députée de Rio, sous la bannière du PSD.
En privé, des conflits familiaux se font jour. Anderson apparaît comme le mentor de Flordelis, dirigeant le clan et ses finances. Les enfants biologiques de Flordelis et ceux adoptés les premiers sont par ailleurs privilégiés par Anderson, ce qui aurait motivé son assassinat. Des critiques reprochent aussi à l'Église de Flordelis des relations sexuelles entre ses membres. Certains témoignages affirment par ailleurs qu'une fille adoptée par Flordelis a été offerte à des pasteurs étrangers, ou que Flordelis et Anderson ont fréquenté des clubs échangistes.
Estimant qu'elle ne pourrait pas quitter Anderson car « cela offenserait le nom de Dieu », Flordelis aurait alors décidé de planifier son assassinat. Elle l'empoisonne d'abord grâce à de petites doses d'arsenic dans sa nourriture mais il survit. Une de ses filles cherche ensuite un tueur à gages sur Internet, en vain. Le 16 juin 2019, dans la demeure familiale de Niterói, Anderson est tué par balles. Il est enterré le lendemain, lors d'une cérémonie où Flordelis apparaît éplorée. À sa fin, la police intervient et arrête Flavio et Lucas, deux fils de Flordelis, suspectés d'avoir été l'assassin et l'acheteur de l'arme. Dans un communiqué, le parquet de Rio estime que « Flordelis a orchestré l'homicide », aidée de ses fils, camouflant l'assassinat en cambriolage. Son avocat déclare pour sa part : « La députée est très perturbée par tout ce qui se passe, parce qu'elle est innocente » ,,,,,.
L'affaire passionne le Brésil. En 2020, sept membres du clan familial, ainsi qu'un ancien policier et sa femme sont toujours incarcérés. Flordelis reste cependant libre, bénéficiant de son immunité parlementaire. En août 2021, ses collègues députés votent le retrait de cette immunité.
Le 13 novembre 2022, Flordelis est condamnée à 50 ans de prison pour l'assassinat de son mari. Sa fille Simone a quant à elle été condamnée à 31 ans de prison.

## Discographie

### Albums studios
- Multidão (1998)
- Só o Amor (2002)
- A Voz do Silêncio (2005)
- Não se Entregue (2008)
- Fogo e Unção (2010)
- Questiona ou Adora (2012)
- A Volta por Cima (2014)
- Realize (2017)
- O Sonho Não Morreu (2018)

### Album live
- Ao Vivo (2016)

### Album vidéo
- Ao Vivo (2016)